# 国家太空活动委员会
国家太空活动委员会（西班牙語：Comisión Nacional de Actividades Espaciales，简称CONAE），是阿根廷政府中负责国家太空计划的机构。
1991年5月28日，该机构开始运作，取代了1960年设立的国家太空研究委员会（西班牙語：Comisión Nacional de Investigaciones Espaciales，简称CNIE），后者在1960年代和1970年代取得了重大里程碑。这个机构目前是了解、设计、执行、控制和管理整个阿根廷的太空事务中的项目、活动和事业的主管机构。
为了配合国家太空计划的执行，CONAE掌握由阿根廷设计和建造的卫星的信息，其中科学应用卫星系列（西班牙語：Satélites de Aplicaciones Científicas，简称SAC）的卫星脱颖而出。与巴里洛切INVAP一同，加上与世界上的航天机构（特别是美国国家航空航天局）的合作，拥有卫星平台和上述卫星的大部分仪器。这些卫星由位于科尔多瓦省的科尔多瓦地面站控制。80多所大学、实体、组织和国家公司参与了该空间计划的项目和活动。

## 历史

### 国家太空研究委员会
国家太空研究委员会（西班牙語：Comisión Nacional de Investigaciones Espaciales，简称CNIE）是阿根廷空军附属机构，成立于1960年1月28日，工程师特奥菲洛·塔巴内拉被任命为机构主席。
1963年至1971年间，还运营了民用太空技术研究所。

#### 载动物实验（1967年－1969年）
1967年4月11日，作为BIO项目的一部分，科尔多瓦空降部队学院发射一枚亚拉拉火箭（Cohete Yarará），上面装有一只名为贝利萨里奥的老鼠，这只老鼠在失重状态下保持30分钟。这是世界第一来自阿根廷的生物登上太空，也是世界上第四个离开地球大气层并安全降落在地表的生物。猴子胡安在1969年紧随其后。

#### 神鹰计划（1967年－1969年）
神鹰计划（Programa Cóndor）是阿根廷空軍于1983年由独裁政府发起的一项技术计划，并于1991年卡洛斯·梅内姆担任总统期间遭到美國聯邦政府的压力而被迫取消。

### 国家太空活动委员会

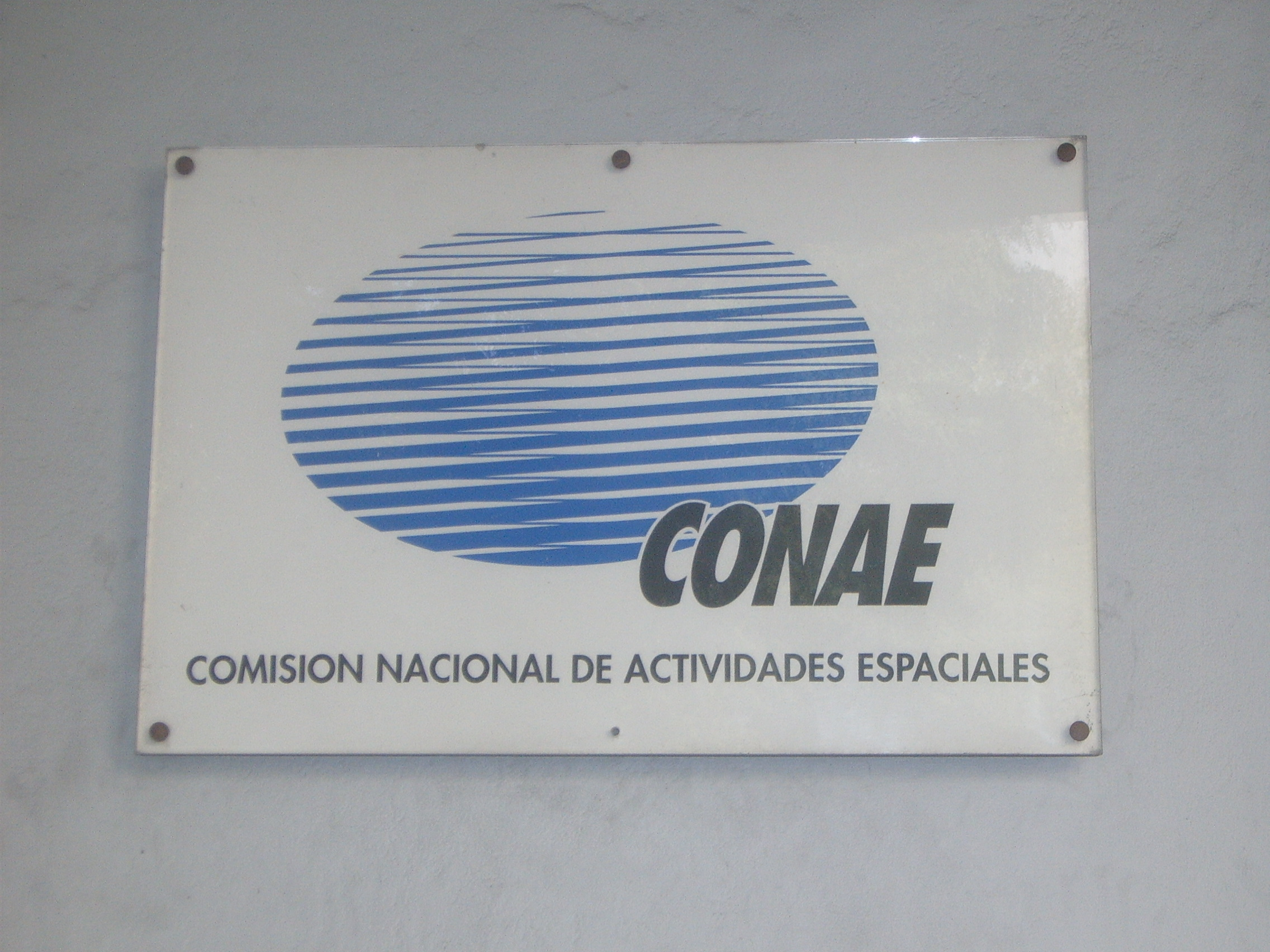
CONAE标志，摄于联邦首都总部

在政府下令取消秃鹰计划后，卡洛斯·梅内姆政府于1991年5月28日解散CNIE并设立CONAE。
这个机构继承了位于布宜諾斯艾利斯的空军航天设施、科尔多瓦省法尔达－德尔卡门基地，以及参与取消项目的部分文职人员，和CELPA基地。
1998年，应美国宇航局的邀请，参与建造国际空间站的项目。但是阿根廷政府拒绝了这个提议，因为这需要花费1000万美元，这在当时是一笔不小的数目。但即便如此，阿根廷也参与了部分实验。
2012年11月，通过第2197/2012号法令，国家空间活动委员会被转移到联邦规划、公共投资和服务部的路线上。
通过第242/2016号法令，确定自2016年1月26日起，CONAE成为科学、技术和创新部的一部分。

#### 阿根廷太空计划（1991年至今）
该计划旨在改进国家的空间技术并为国家的和平和有益目的进行研究。近些年在巴西和意大利航天机构的合作下开发了许多卫星，之后这些卫星必须被送到美国发射。出于这个原因，该计划的基本目标之一是在科尔多瓦省或火地省的建造一个发射平台。

##### SAC系列项目（1996年－2011年）

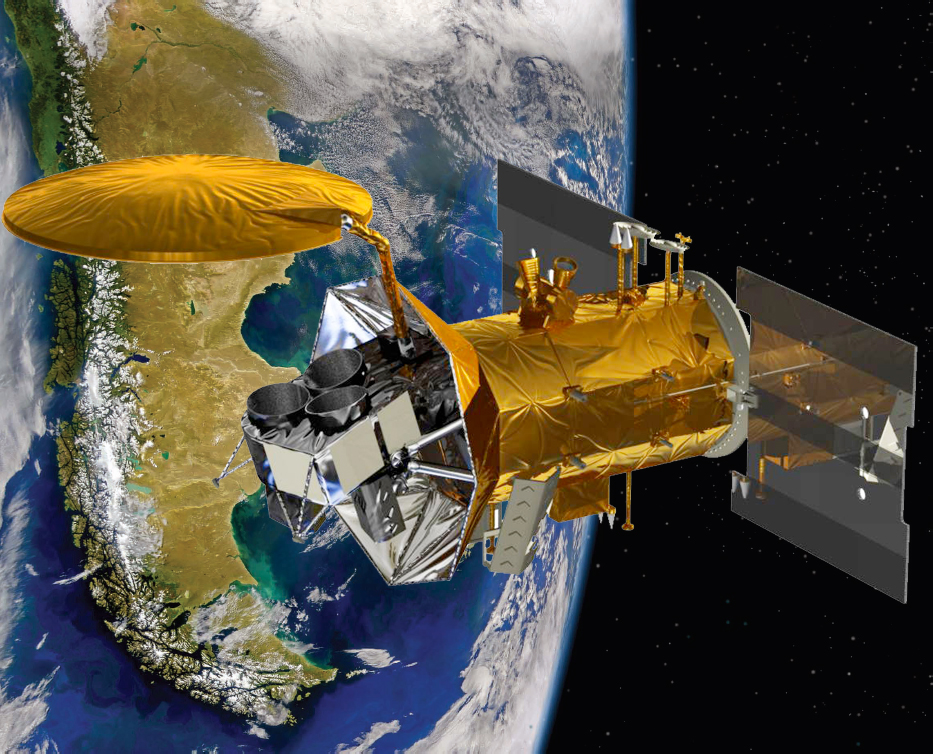
SAC-D卫星

SAC-B卫星于1996年11月发射，作为阿根廷第一颗科学卫星，SAC-B的目标是通过观察来自漫射背景和来自太阳耀斑、伽马射线爆发、X射线和高能中性原子，对太阳物理学和天体物理学进行深入研究。该任务让准备控制中心和控制卫星的重要的人员的进行培训。
SAC-A于1998年12月3日发射，测试了该国开发的一系列可能适用于其他任务的仪器，也实验远测、远程指挥和控制设备的物质和人力基础设施。
SAC-C是第一颗用于地面观测的阿根廷卫星，于2000年11月发射，其功能是从该国获取信息，以满足其他卫星无法覆盖的需求。
SAC-D于2011年6月10日从美国范登堡空军基地发射升空，用于收集地球表面、生物圈、地球大气和海洋的长期数据。

##### SAOCOM项目（1998年至今）
SAOCOM项目于1998年提出，目标是通过L波段雷达的观测提供有关土壤、水和植被的信息，以及灾害的预防和管理。
自 1992 年以来，CONAE和意大利航天局就SAC-B和SAC-C项目进行合作。在CONAE宣布SAOCOM项目的同时，意大利开始研发类似的Cosmo-SkyMed项目和X波段雷达天线。各机构之间的良好关系促成了90年代末和2000年代初的一系列初步会谈，其中奠定了后来成为SIASGE（西班牙語：Sistema Italo Argentino de Satélites para la Gestión de Emergencias）的基础。该系统于2005年7月签署，允许共享阿根廷和意大利卫星获得的信息以及地面站的使用。该协议于2016年5月续签。
SAOCOM 1A卫星于2018年10月成功发射。

##### SABIA-MAR或SAC-E项目（2018年至今）
这颗卫星是SAC系列的一部分，名为SAC-E。特别是，名为SABIA-MAR的地球观测任务由阿根廷和巴西联合建造的第一颗卫星组成。旨在气象预防、海洋研究、农业、森林砍伐和地质研究。发射时间定于2018年。

##### 2MP计划（2012年至今）
该计划的目标是让阿根廷学校的200万名8至16岁的学生了解、可以访问和使用卫星来源的信息，并且他们可以在未来将其应用于他们的生活，或者他们在该范围内开展的活动。目的是能够在该国培养第一批宇航员。

## 项目

### 任务
| 图像 | 名称        | 发射器            | 日期           | 目标               | 结果   | 备注                                   |
| ---- | ----------- | ----------------- | -------------- | ------------------ | ------ | -------------------------------------- |
|      | SAC-B       | 飞马座XL          | 1996年11月4日  | 太空天文台         | 失败   | 启动器故障。                           |
|      | SAC-A       | 奮進號太空梭      | 1998年12月14日 | 实验               | 成功   | 第一颗用于科学用途的阿根廷卫星。       |
|      | SAC-C       | 三角洲2號運載火箭 | 2000年11月21日 | 地面观测           | 成功   | 它在 2013 年停止工作。                 |
|      | SAC-D       | 三角洲2號運載火箭 | 2011年6月10日  | 气候和海洋观测     | 成功   | 它在2015年停止工作。                   |
|      | SAOCOM 1A   | 獵鷹9號運載火箭   | 2018年10月7日  | 地面观测           | 成功   | L波段合成孔径雷达卫星。                |
|      | SAOCOM 1B   | 獵鷹9號運載火箭   | 2020年8月30日  | 地面观测           | 成功   | L波段合成孔径雷达卫星。                |
|      | SARE        | 雷霆              | 待定           | 技术演示           | 准备中 | 具有分段架构的卫星。阿根廷首款国产火箭 |
|      | SABIA-MAR 1 | ——                | 待定           | 食物、水和环境信息 | 准备中 | 与巴西的联合任务。                     |

### 轻载卫星喷射器项目
雷霆是一个两级火箭，旨在用于绕小卫星运行。为此一系列名为“VEx”（实验车辆）的小型车辆被研发出来，并于2014年至2017年投入使用。

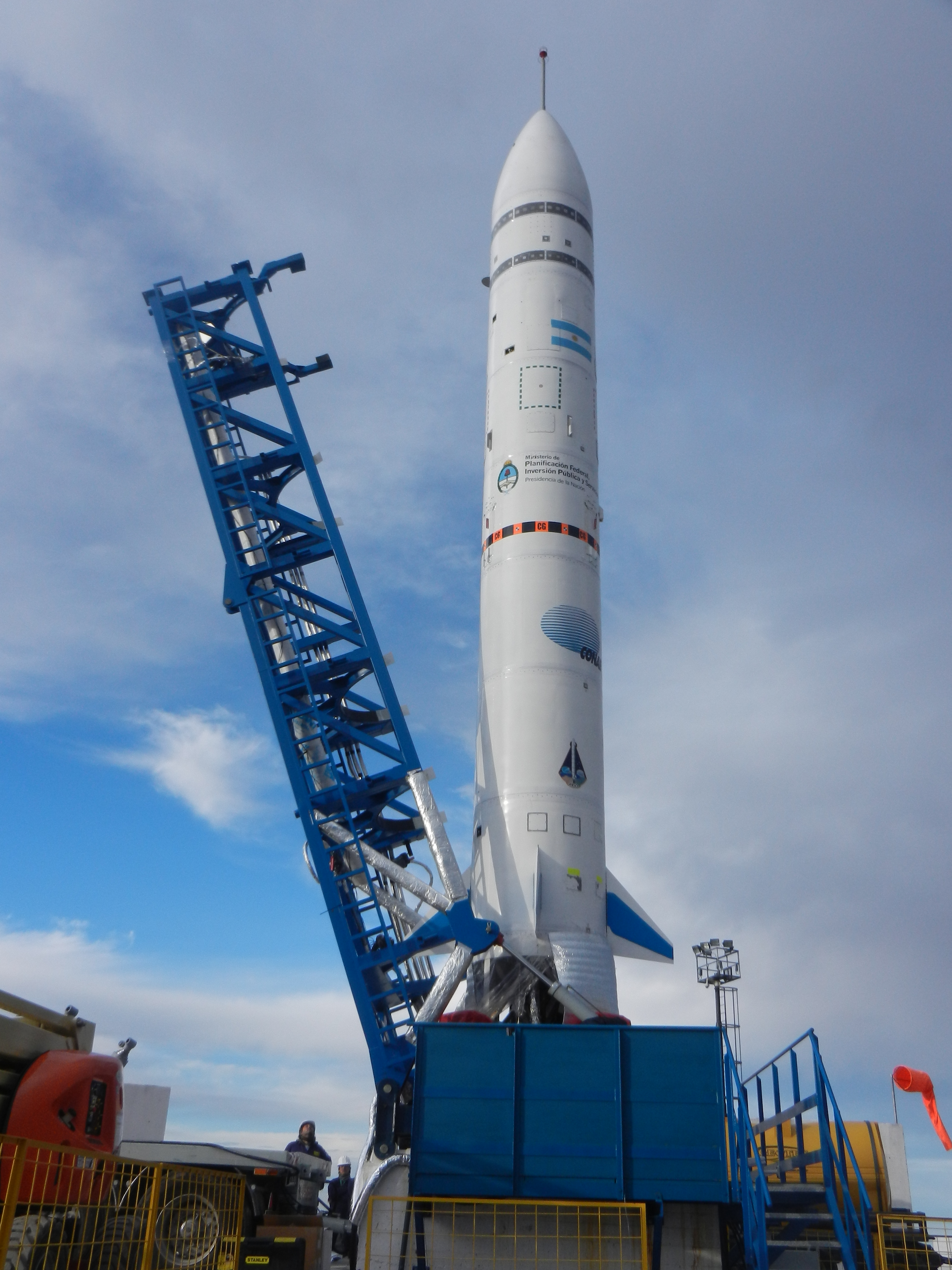
VEx-1B在其位于印地奥点航天中心的发射台上。

## 预算
CONAE的预算用于太空探索设备的开发和研究，2016年预算为18.63亿比索（1.8亿美元）。
由于对促进阿根廷太空探索的兴趣日益浓厚，以及正在实施的不同项目的实现，该预算正在增加。

## 设施

### 研究中心

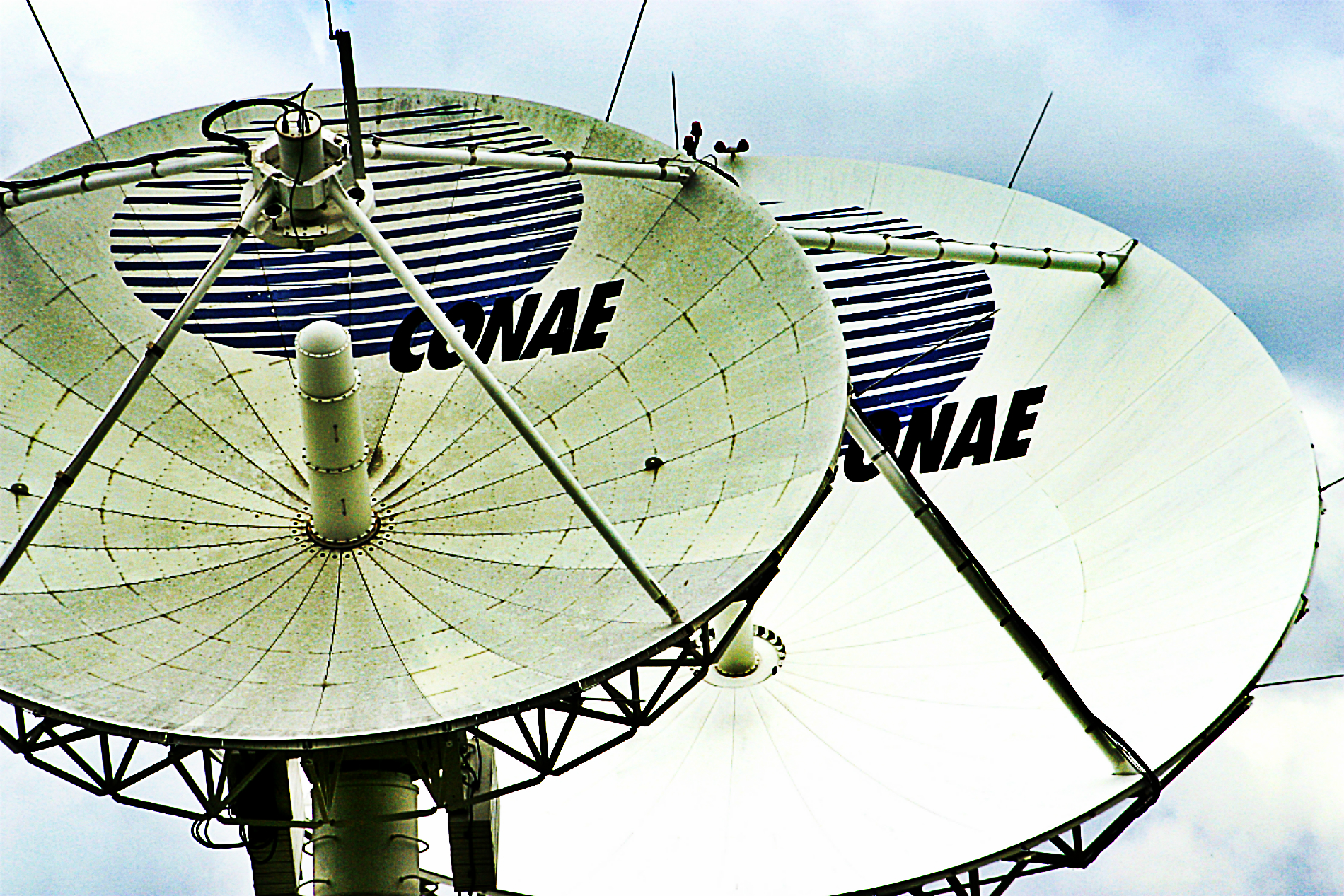
科尔多瓦地面站(ETC)的CONAE天线

- 特奥菲洛·塔巴内拉航天中心（西班牙语：Centro Espacial Teófilo Tabanera），法尔达－德尔卡门（西班牙语：Falda del Carmen），科尔多瓦。[16][17]
  - 任务控制中心（西班牙语：Centro de Control de Misión）
  - 集成和测试设施（Facilidad de Integración y Ensayos）
  - 马里奥·古利奇高等研究所（西班牙语：Instituto de Altos Estudios Mario Gulich）

### 地面站
- 科尔多瓦法尔达－德尔卡门（西班牙语：Falda del Carmen）科尔多瓦地面站（西班牙语：Estación Terrena Córdoba）
- 火地省托尔胡因（西班牙语：Tolhuin）火地地面站（西班牙语：Estación Terrena Tierra del Fuego）

### 测试基地
- 拉里奥哈省CELPA（西班牙语：Centro de Experimentación y Lanzamiento de Proyectiles Autopropulsados Chamical）
- 布宜諾斯艾利斯印地奥点航天中心（西班牙语：Centro Espacial de Punta Indio）
- 布宜諾斯艾利斯曼努埃尔·贝尔格拉诺航天中心（西班牙语：Centro Espacial Manuel Belgrano）

### 公司
- 内格罗河省圣卡洛斯-德巴里洛切INVAP（西班牙语：INVAP）
- VENG（西班牙语：VENG）